# Pacs del Penedès
Pacs del Penedès ist eine katalanische Gemeinde in der Provinz Barcelona im Nordosten Spaniens. Sie liegt in der Comarca Alt Penedès.

## Gemeindepartnerschaft
Pacs del Penedès unterhält seit dem 16. September 1994 eine Partnerschaft mit der französischen Gemeinde Cavanac.